# ماكسويل شاين
ماكسويل شاين (بالإنجليزية: Maxwell Shane)‏ هو كاتب سيناريو ومخرج أمريكي، ولد في 26 أغسطس 1905 في باترسون في الولايات المتحدة، وتوفي في 25 أكتوبر 1983 في وودلاند هيلز، كاليفورنيا في الولايات المتحدة.

## وصلات خارجية
- ماكسويل شاين على موقع IMDb (الإنجليزية)
- ماكسويل شاين على موقع ألو سيني (الفرنسية)
- ماكسويل شاين على موقع أول موفي (الإنجليزية)
- ماكسويل شاين على موقع قاعدة بيانات الأفلام السويدية (السويدية)
- ماكسويل شاين على موقع قاعدة بيانات الفيلم (الإنجليزية)
- ماكسويل شاين على موقع كينوبويسك (الروسية)